# 萬葉書店
萬葉書店，是上海市在中華民國時期的一家出版社。 萬葉書店由錢君匋創建於1938年7月，是中國第一家音樂專業出版社。 後來萬葉書店亦出版文學、藝術類書籍。 抗戰結束之後，萬葉書店改制為股份公司。 1949年後，萬葉書店和上海音樂出版社、教育書店合併為新音樂出版社，後改制為人民音樂出版社。